# 유진상
유진상(1965~)은 대한민국의 미술 전시 기획자 겸 비평가이다.

## 학력
- 1987년 서울대학교 서양화과 졸업
- 1989년 프랑스 파리 제8대학교 대학원 조형예술학 석사
- 1990년 프랑스 파리 국립장식미술학교 예술/공간과 석사
- 1991년 프랑스 파리 제8대학교 영화 학사

## 경력
- 계원예술대학교 융합예술과 교수 (현재)

## 역서
- 『시네마 1 운동-이미지』(질 들뢰즈, 시각과언어, 2002)

## 전시기획
- 2013년 대구 미디어아트 페스티발 <우주보다 더 좋은 Better than Universe> 전시감독
- 2013년 KIAF Art Flash <내가 백남준에 대해 알고 있는 두, 세 가지 것들>
- 2012년 제 7회 서울국제미디어아트 비엔날레 <너에게 주문을 건다 Spell on you> 총감독
- 2010년 국립현대미술관 소장품전 <추상하라! Abstract it!>
- 2008년 제 1회 아시아프(ASYAAF) 총감독
- 2006년 <디지털 네트워크 아시아>
- 2002년 <생방송 미술전시 크로스토크>
- 2002년 <리얼_인터페이스>
- 2000년 제 2회 공장미술제 <눈 먼 사랑>

## 참여전시
- 2009년 <비평의 지평> (일민미술관)